# Loti
Loti – jednostka monetarna Lesotho. 1 loti = 100 lisente.
W obiegu znajdują się:
- monety o nominałach 1 sente, 2, 5, 10, 20, 50 lisente, 1 loti oraz 2, 5 maloti[a],
- banknoty o nominałach 10, 20, 50, 100, 200 maloti[2].

W styczniu 2007 kurs wymiany euro wobec loti wynosił w przybliżeniu 1 EUR = 10,1 LSL.
Loti jest połączone sztywnym kursem z randem, dolarem namibijskim i lilangeni w relacji 1:1 w ramach Common Monetary Area (wcześniej Rand Monetary Area).